# ドワーフボア科
ドワーフボア科（学名：Tropidophiidae）は、ヘビの科の1つ。別名はヒメボア科。メキシコおよび西インド諸島南部から、ブラジル南東部にかけて分布する。小型から中型のヘビで、穴を掘って地中で生活する。美しく印象的な色彩模様を持つ種も存在する。2025年現在は2属35種が認められている。ヒラタボア属とカクレボア属はかつて本科に分類されていたが、現在ではボア科のヒラタボア亜科に分類されている。脊椎の識別が容易であるため、複数の化石種が本科に分類されているが、その系統的位置は不明である。

## 分布
メキシコ南部から、中央アメリカを経て、南アメリカのコロンビア、エクアドルのアマゾン川流域、ペルー、ブラジルの北西部と南東部、西インド諸島に分布する。キューバでは多様性が高く、現在も新種が発見されている。

## 形態
比較的小型でり、全長は平均30-60cmである。痕跡的な腰帯など、原始的な特徴を持つが、舌骨や気管肺など、派生的な特徴も有する。

## 生態と行動
ほとんどの種は日中は地中や植物の下に潜り、夜間や雨が降ったときのみ地上に姿を現す。樹上性の種では、パイナップル科の中に隠れている姿がよく見られる。夜間は明るい色、日中は暗い色へと体色を変化させることができる。この体色変化は、暗色の色素顆粒の動きによって起こる。脅威を感じると体を丸める。さらに目、口、鼻孔から血を出す反射出血能力がある。

## 下位分類
- トラキボア属 (ラフボア属) Trachyboa - 2種
- ヒメボア属 Tropidophis - 33種

## 化石種
漸新世の西ヨーロッパに生息していた Falseryx 属と Rottophis 属は、現生のドワーフボア科およびヒラタ亜科と類似点があるが、その頭骨の大部分は保存状態が悪く、脊椎のみが研究されている。古第三紀にはスナボア亜科が北米で繁栄していたが、中新世にはナミヘビ上科が爆発的に増加した。これらの種は全てドワーフボア科よりもボア科に近い関係にあった。唯一明白なドワーフボア科の化石は、更新世のフロリダとバハマから発見されたものである。